# Икаев, Русланбек Кузьмич
Русланбе́к Кузьми́ч Ика́ев — российский государственный деятель. Глава муниципального образования город Владикавказ — Председатель Собрания представителей города Владикавказ.

## Биография
Русланбек Икаев родился 9 января 1973 года в Цхинвале.
В 1997 году окончил Горский государственный аграрный университет по специальности «Экономика и управление аграрным производством». В 2004 году окончил Северо-Осетинский государственный университет имени K. Л. Хетагурова по специальности «Юриспруденция».
В 1997—2014 годах — генеральный директор ООО «РОРО».
С 2014 года — генеральный директор ООО «Корпорация — Регионстрой».
С октября 2015 года по ноябрь 2018 года — Министр строительства и архитектуры Республики Северная Осетия — Алания.
С ноября 2018 года по сентябрь 2019 года — Заместитель Председателя Правительства Республики Северная Осетия – Алания.
С 19 сентября 2019 года — Глава муниципального образования город Владикавказ — Председатель Собрания представителей города Владикавказ.

## Награды
- Медаль «Во Славу Осетии»
- Медаль «За службу на страже мира в Южной Осетии»
- Орден Почёта Республики Южная Осетия
- Медаль ордена «За заслуги перед Отечеством» II степени.